# Scuola cattedrale

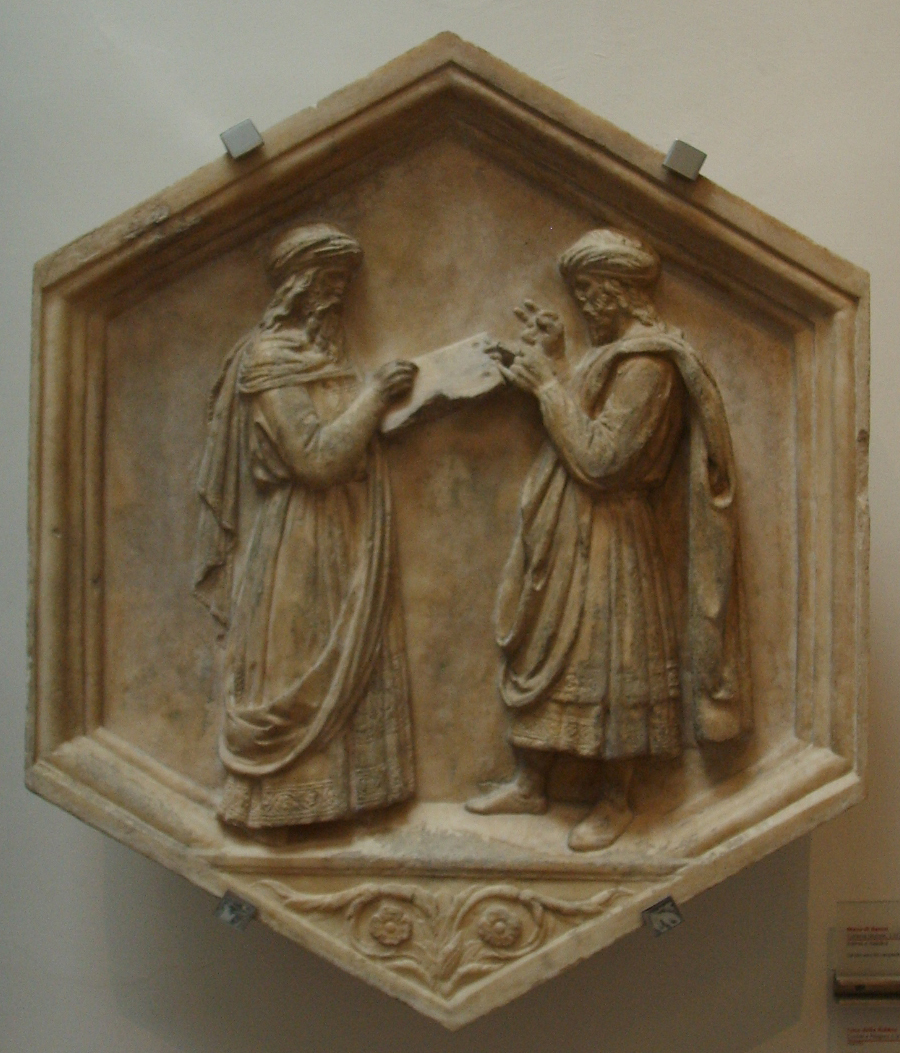
Euclide e Pitagora, ovvero la Geometria e l'Aritmetica, formella del Campanile di Giotto, Luca della Robbia.

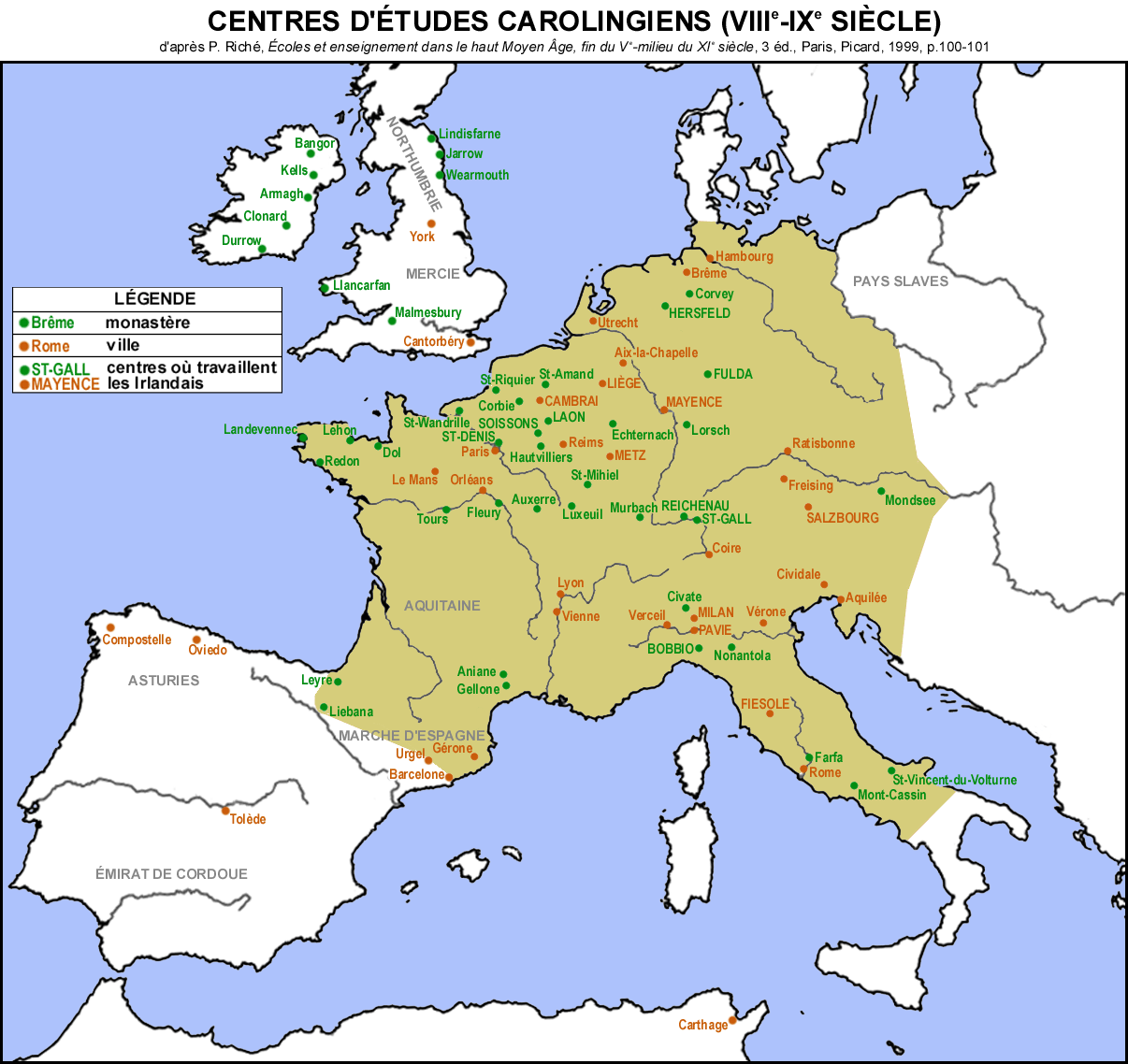
Centri di studio nel VIII e IX secolo: in verde le scuole monastiche, in arancione le scuole episcopali, in maiuscolo i centri monastici o episcopali di scuola irlandese.

Le scuole cattedrali (in latino Scholae cathedrales) furono delle istituzioni medievali per l'insegnamento, attive in molte città europee soprattutto tra il VI e il XII secolo. Gestite da monaci e da religiosi, devono il loro nome al fatto di essere istituite soprattutto all'interno di abbazie, monasteri e cattedrali.
La fine dell'Impero romano aveva comportato anche la fine delle istituzioni scolastiche pubbliche, in particolare delle scuole a carattere municipale. Come in altri campi, furono le istituzioni ecclesiastiche a riempire il vuoto. Le prime a nascere furono le scuole parrocchiali, che sono attestate almeno dal VI secolo. Le scuole episcopali o cattedrali vennero create innanzitutto per la formazione del clero in un'epoca in cui non erano ancora previsti i seminari, esse erano tuttavia aperte anche ai laici. Furono alla base della rinascita culturale della filosofia scolastica e furono le istituzioni immediatamente precedenti alla fondazione delle Università medievali.
Il Concilio Lateranense III del 1179 dispose che per ogni scuola cattedrale il prelato nominasse un maestro di grammatica, finanziato con un beneficio adeguato alle sue necessità, che insegnasse gratuitamente ai chierici della stessa chiesa e agli altri scolari poveri. La disposizione rimase spesso disattesa. Il Concilio Lateranense IV dispose che un maestro fosse finanziato da ogni chiesa provvista dei mezzi economici necessari, garantendo l'istruzione ai chierici della chiesa cattedrale di quelle vicine. Nelle metropolie erano presenti un maestro di grammatica e anche un teologo, pagati entrambi con la rendita una sola prebenda; il teologo aveva il compito di istruire i chierici nella Sacra Scrittura e nella cura pastorale.

## Discipline d'insegnamento

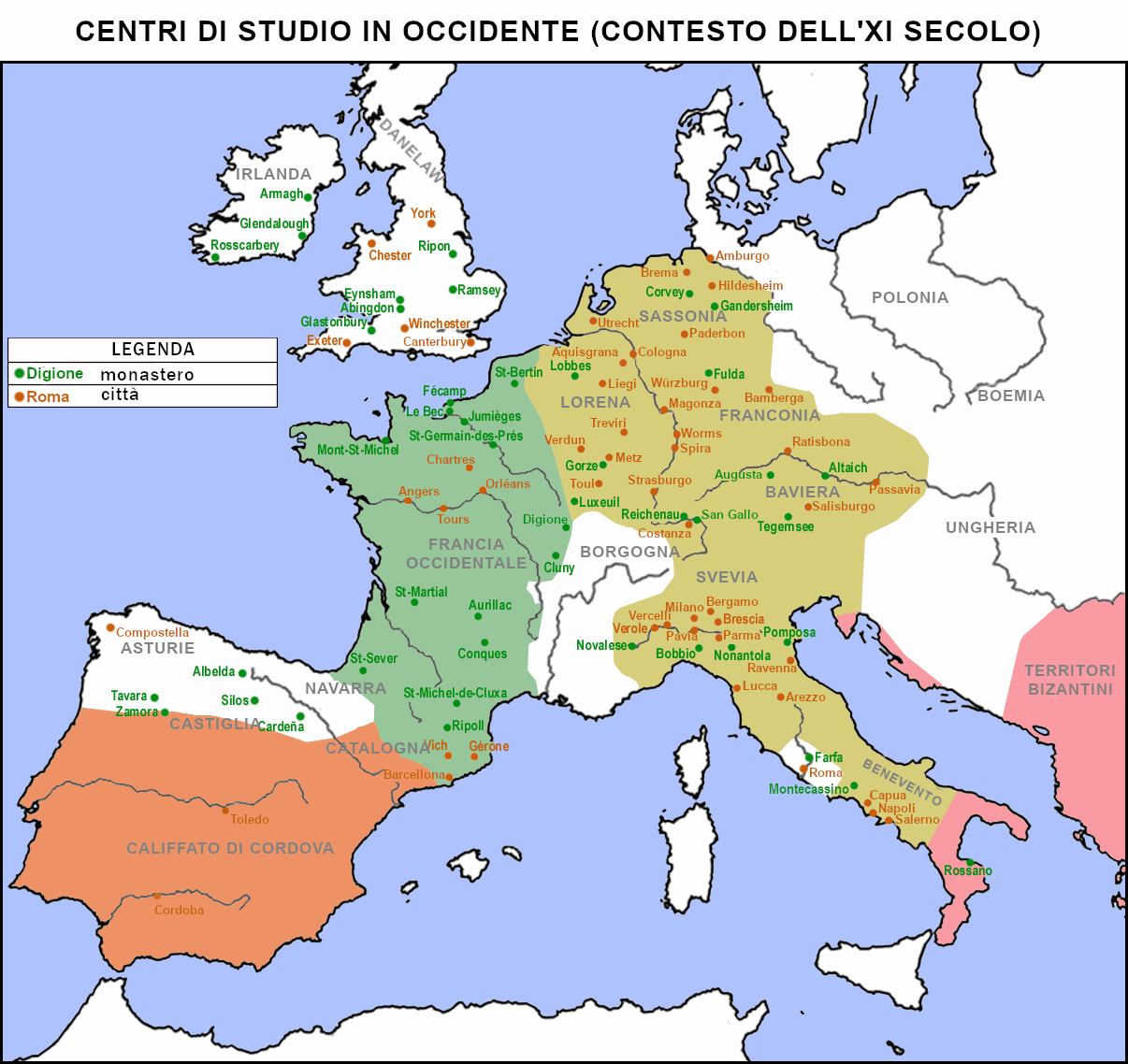
Centri di studio nella metà dell'XI secolo: in verde le scuole monastiche, in arancione le scuole episcopali.

Nelle scuole cattedrali venivano insegnate le discipline organizzate secondo il sistema di insegnamento romano: erano raggruppate in materie del Trivium e materie del Quadrivium, che nella totalità componevano le Sette Arti Liberali. 
Il Trivium riguardava tre discipline filosofico-letterarie:
1. Grammatica, ovvero la lingua latina
2. Retorica, cioè l'arte di comporre un discorso e di parlare in pubblico
3. Dialettica, cioè la filosofia

Il Quadrivium riguardava le quattro discipline matematiche:
1. Aritmetica
2. Geometria
3. Astronomia
4. Musica

A queste materie va aggiunto l'insegnamento delle scienze naturali, praticato attraverso lo studio della Naturalis Historia di Plinio il Vecchio.